# Эклер
Экле́р (фр. éclair — «молния, вспышка») — пирожное в виде трубочки из заварного теста, покрытой помадкой, с начинкой из сливочно-масляного или заварного крема. Создание эклера приписывается французскому кулинару Мари-Антуану Каре́му. Получил распространение в XIX веке. Одним из первых упоминаний в англоязычной литературе является рецепт в книге «Boston Cooking School Cook Book» 1884 года.

## История

Эклер в разрезе

История заварного теста, необходимого для приготовления эклеров, берёт начало в 1533 году, когда Екатерина Медичи переехала во Францию в сопровождении всего своего двора, включая повара по имени Пантерелли (Panterelli). Именно он в 1554 году «открыл» заварное тесто, с гордостью назвав его собственным именем — pâte à Panterelli. Новая выпечка произвела настоящий фурор при дворе, и иноземные булочки с охотой добавили в королевское меню.
Рецепт современного заварного теста появился благодаря ещё одному придворному повару — Мари-Антуану Карему, который по праву считается одним из основателей современной мировой кухни. Он был поваром Наполеона I, работал в Англии для Георга IV, служил даже в России, где за несколько месяцев устроил настоящую гастрономическую революцию при дворе Александра I.
В каждой стране заварные пирожные готовят и называют по-своему. Если в России эклеры сохранили традиционное название, то в Испании, например, они называются petisús, в Аргентине же их именуют palo de Jacobo («посох Якова»).
Французские кондитеры считают, что идеальные эклеры должны быть длиной 14 сантиметров, одинаковые и ровные. Наполняют их обычно заварным кремом: ванильным, шоколадным или кофейным. Наполнить эклер без поперечного разреза непросто. Для маскировки отверстий для введения крема французы используют особую помадку, которой глазируют пирожное сверху.
Эклеры распространены как в Европе, так и в мире: в Кувейте с инжиром, в Касабланке с ароматом апельсинового дерева. 22 июня отмечается день шоколадного эклера.

## Название
Согласно Словарю Французской академии, «молнией» (l'éclair) десерт называется по той причине, что он съедается очень быстро.
В США эклерами иногда называют «длинных джонов» (англ. long john) — продолговатые пончики (по рецепту не отличающиеся от знаменитых «doughnut»).
В Германии эклеры иногда называют устаревшими немецкими названиями «любовная косточка» (нем. Liebesknochen), «заячья лапа» (нем. Hasenpfote) или «кофейный брусок» (нем. Kaffeestange).

Эклеры в упаковке
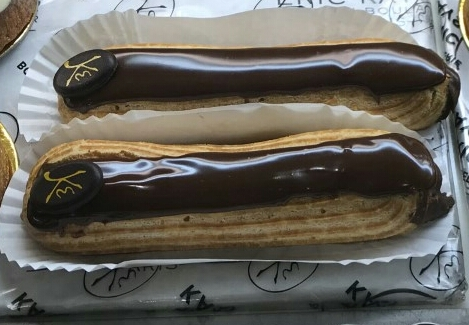
Эклеры в шоколадной глазури